# Phortica magna
Phortica magna är en tvåvingeart som först beskrevs av Toyohi Okada 1960.  Phortica magna ingår i släktet Phortica och familjen daggflugor. Inga underarter finns listade i Catalogue of Life.